# Park (singel)
Park – czwarty singiel polskiego zespołu hip-hopowego Wzgórze Ya-Pa 3.

## Historia
W 2023 roku miała miejsce trzydziesta rocznica powstania Wzgórza Ya-Pa 3. W roku tym w serwisie YouTube powstał oficjalny kanał zespołu, na którym zaczęły pojawiać się krótkie, enigmatyczne materiały za których reżyserię odpowiadał były członek WYP3 Tomasz „Borixon” Borycki. Ostatecznie, sprawa wyjaśniła się 17 marca, gdy na kanale pojawił się teledysk do premierowego utworu Wzgórza Ya-Pa 3 pod tytułem „Park”. Utwór nagrany został kilka lat wcześniej, dlatego oprócz Borixona i Wojciecha „Wojtasa” Schmidta mógł wystąpić w nim Radosław „Radoskór” Kobuz, współzałożyciel grupy, który odszedł z niej po wydaniu debiutanckiego albumu i zmarł w niewyjaśnionych okolicznościach w 2021 roku. Utwór podpisany został jednak tylko jako wykonywany przez Wzgórze Ya-Pa 3, w ten sposób honorowo i pośmiertnie przywracając Kobuzowi status członka zespołu. Nie wystąpił w nim natomiast inny wieloletni raper grupy, Michał „Zajka” Łakomiec. Sytuację tę oraz samo wydanie okolicznościowego singla Borixon skomentował w sposób następujący:

„Park” to efekt jednej z kilku sesji Wzgórza, które miały miejsce na przestrzeni ostatnich lat. Mimo iż zespół pozostaje nieaktywny muzycznie, moja przyjaźń z Wojtasem trwa niezmiennie od początku naszej znajomości. Nie silimy się na robienie nowej muzyki, podchodzimy do tego tak samo jak na początku, zajawkowo i bez ciśnienia. Ucinając pytania – filmy towarzyszące premierze nie są historią zespołu WYP3 pisaną na nowo. Ich zadaniem było wprowadzenie Was w klimat „Parku”. Dlatego też nie ma w nich Zajki, który wiele lat temu zdystansował się od zespołu i zajął się swoim życiem. Nie zmienia to faktu, że Zajka jest współzałożycielem tej ekipy i jego miejsce w panteonie pionierów polskiego rapu jest niezaprzeczalne i mamy ze sobą sporadyczny kontakt. Nie szukajcie kosy gdzie jej nie ma, a może Was jeszcze zaskoczymy.

## Lista utworów
Opracowano na podstawie materiału źródłowego.
1. „Park (DJ Eprom version) (Dirt)”
2. „Park (DJ Eprom version) (Clean)”
3. „Park (DJ Eprom version) (Instrumental)”
4. „Park (DJ Eprom version) (Acapella)”
5. „Park (Kes-a version) (Dirt)”
6. „Park (Kes-a version) (Clean)”
7. „Park (Kes-a version) (Instrumental)”
8. „Park (Kes-a version) (Acapella)”

## Twórcy
- Wojciech „Wojtas” Schmidt – wokal, słowa
- Tomasz „Borixon” Borycki – wokal, słowa
- Radosław „Radoskór” Kobuz – wokal, słowa
- Michał „DJ Eprom” Baj – produkcja, mastering, miksowanie, skrecze
- „Kes-a” – koprodukcja (4–8)